# Milena Stacchiotti
Pour les articles homonymes, voir Stacchiotti.
Milena Stacchiotti est une joueuse italienne de volley-ball née le 5 janvier 1985 à Rome. Elle mesure 1,85 m et joue au poste de centrale. 

## Clubs
| Club                     | Pays    | De        | À         |
| ------------------------ | ------- | --------- | --------- |
| Roma Pallavolo           | Italie  | 2000-2001 | 2000-2001 |
| Monterotondo Volley      | Italie  | 2001-2002 | 2002-2003 |
| Roma Pallavolo           | Italie  | 2003-2004 | 2003-2004 |
| River Volley             | Italie  | 2004-2005 | 2004-2005 |
| Pallavolo Collecchio     | Italie  | 2005-2006 | 2005-2006 |
| Volley Forlì             | Italie  | 2006-2007 | 2006-2007 |
| Brunelli Volley          | Italie  | 2007-2008 | 2008-2009 |
| Pallavolo Pontecagnano   | Italie  | 2009-2010 | 2009-2010 |
| Verona Volley Femminile  | Italie  | 2010-2011 | 2010-2011 |
| Volley Club 1999 Busnago | Italie  | 2011-2012 | 2011-2012 |
| Dąbrowa Górnicza         | Pologne | 2012-2013 | 2012-2013 |
| PLKS Pszczyna            | Pologne | 2013-2014 | …         |

## Palmarès
- Supercoupe de Pologne
  - Vainqueur : 2012.
- Championnat de Pologne
  - Finaliste : 2013.